# مایکه ایورس
مایکه ایورس (آلمانی: Meike Evers؛ زادهٔ ۶ ژوئن ۱۹۷۷) قایقران روئینگ اهل آلمان بود.
از افتخارات وی میتوان به کسب مدال طلا قایقرانی روئینگ چهار نفره دو پارو در بازی‌های المپیک تابستانی ۲۰۰۰ و بازی‌های المپیک تابستانی ۲۰۰۴ اشاره کرد.